# 루비즈네

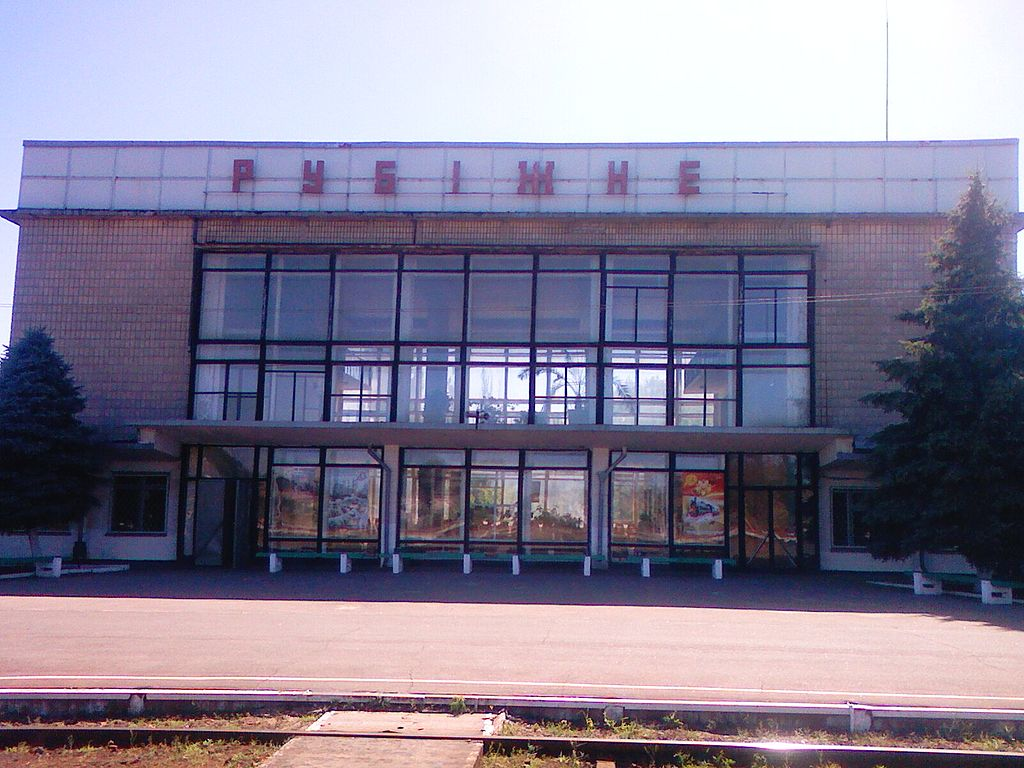
철도역

루비즈네(우크라이나어: Рубіжне, uk; 러시아어: Рубежное Rubezhnoye[*], ru)는 동부 우크라이나의 돈바스 지역, 루한스크주에 있는 도시이다. 세베로도네츠크와 리시찬스크 시 근처의 시베르스키도네츠강 왼쪽 강둑에 위치해 있다. 2020년 이전에는 주요 도시였지만, 이 명칭은 폐지되었다.
2014년 돈바스 전쟁이 시작될 때, 루비즈네는 우크라이나군과 친러시아 분리주의 세력 간의 분쟁 지역이었다. 2014년 중반부터 2022년 초까지 이 도시는 우크라이나군의 통제하에 있었다. 2022년 초부터 루비즈네 전투에서 승리한 후 러시아의 통제하에 있다. 러시아는 2022년 9월 이 지역을 합병한 이래로 루비즈네를 루간스크 인민공화국의 일부로 주장하고 있다.
이 도시는 2022년 1월 기준으로 추정 인구가 56,247,명이었으며, 현재 인구는 알 수 없다.

## 역사
루비즈네는 1895년에 설립되었고 1934년에 시로 편입되었다. 이 도시는 1904년에 건설된 철도역에서부터 성장하기 시작했다. 지역 신문은 1931년 3월부터 이 도시에서 발행되고 있다.
제2차 세계 대전 중 1942년에서 1943년까지 독일 점령군은 이 마을에서 나치 감옥을 운영했다.
2014년 4월 중순 돈바스 전쟁 발발 시 친러시아 세력은 루한스크주의 여러 도시를 점령했다. 여기에는 루비즈네도 포함되었다. 2014년 7월 21일, 우크라이나군은 무장세력으로부터 도시를 확보했다.

### 2022년 러시아 침공

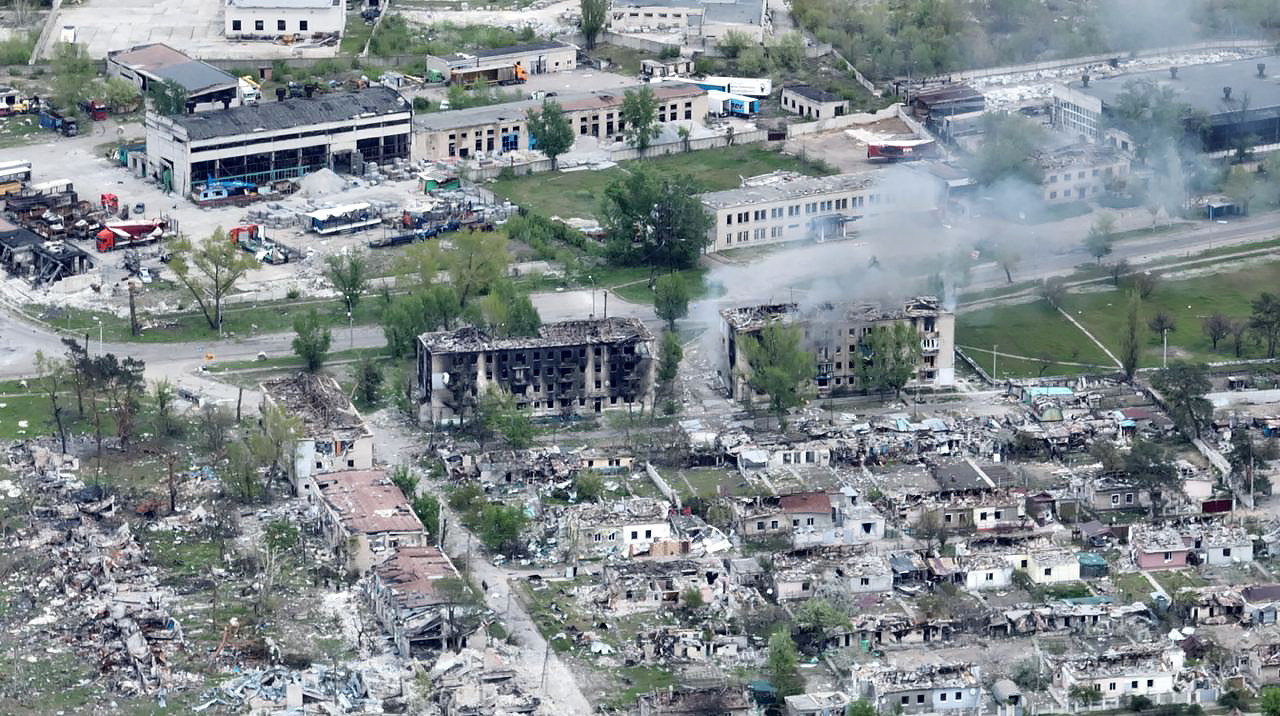
2022년 전투 후 파괴된 루비즈네.

2022년 러시아의 우크라이나 침공 중, 동부 우크라이나 공세 내에서 루비즈네는 러시아군의 집중 포격을 받았다. 가장 격렬한 공격 중 일부는 2022년 3월 말에 발생했으며, 수십 채의 건물을 파괴하고 민간인 사상자를 발생시켰다. 2022년 4월 9일에는 루비즈네의 질산 시설에 대한 공격이 보고되었다.
돈바스 전투 중 4월 21일, 러시아는 도시를 점령했다고 보도되었지만, 우크라이나는 이를 부인했다. 체첸 공화국의 대통령인 람잔 카디로프는 4월 25일에 러시아가 도시를 "해방"시켰다고 밝혔다.
5월 12일, 우크라이나군이 세베로도네츠크 근처에 새로운 방어 진지를 구축하기 위해 마을에서 완전히 철수했으며, 러시아군의 진격을 늦추기 위해 다리를 파괴했다고 보도되었다.
우크라이나군은 2022년 7월 세베로도네츠크에서 철수해야 했다. 2023년 12월 현재 루비즈네는 러시아의 통제하에 있다.

## 인구 통계
루비즈네는 2001년 우크라이나 인구 조사에서 65,322명의 주민이 거주했다. 도시 인구는 2014년 1월 1일까지 59,951명으로 감소했다.
2001년 우크라이나 인구 조사에 따른 민족 구성:
| \| 루비즈네의 민족 집단 \| 루비즈네의 민족 집단 \| 루비즈네의 민족 집단 \| 루비즈네의 민족 집단 \| 루비즈네의 민족 집단 \| \| -------------------- \| -------------------- \| -------------------- \| -------------------- \| -------------------- \| \| \| \| \| 퍼센트 \| \| \| 우크라이나인 \| 우크라이나인 \| \| 66.34% \| 66.34% \| \| 러시아인 \| 러시아인 \| \| 31.34% \| 31.34% \| \| 벨라루스인 \| 벨라루스인 \| \| 0.74% \| 0.74% \| \| 아르메니아인 \| 아르메니아인 \| \| 0.38% \| 0.38% \| \| 타타르인 \| 타타르인 \| \| 0.11% \| 0.11% \| \| 몰도바인 \| 몰도바인 \| \| 0.09% \| 0.09% \| \| 아제리인 \| 아제리인 \| \| 0.09% \| 0.09% \| \| 아슈케나짐 \| 아슈케나짐 \| \| 0.07% \| 0.07% \| \| 폴란드인 \| 폴란드인 \| \| 0.06% \| 0.06% \| \| 조지아인 \| 조지아인 \| \| 0.05% \| 0.05% \| |              |  |        |        |
| 루비즈네의 민족 집단 |              |  |        |        |
| |              |  | 퍼센트 |        |
| 우크라이나인 | 우크라이나인 |  | 66.34% | 66.34% |
| 러시아인 | 러시아인     |  | 31.34% | 31.34% |
| 벨라루스인 | 벨라루스인   |  | 0.74%  | 0.74%  |
| 아르메니아인 | 아르메니아인 |  | 0.38%  | 0.38%  |
| 타타르인 | 타타르인     |  | 0.11%  | 0.11%  |
| 몰도바인 | 몰도바인     |  | 0.09%  | 0.09%  |
| 아제리인 | 아제리인     |  | 0.09%  | 0.09%  |
| 아슈케나짐 | 아슈케나짐   |  | 0.07%  | 0.07%  |
| 폴란드인 | 폴란드인     |  | 0.06%  | 0.06%  |
| 조지아인 | 조지아인     |  | 0.05%  | 0.05%  |

## 경제
2022년 전쟁 전, 루비즈네는 화학 및 제약 공장으로 유명했다. 심장학 분야에서 가장 큰 우크라이나 물질 및 의약품 생산 기업인 "마이크로킴" 본사가 루비즈네에 위치했다. 우크라이나 최대 플라스틱 파이프 공장 중 하나인 Rubezhnoye Pipe Plant도 이 도시에 있다.

## 저명한 인물
루비즈네는 MMA 헤비급 챔피언 표도르 예멜리야넨코와 펜싱 올림픽 챔피언 블라디미르 스미르노프가 태어난 곳이다.